# NGC 229
NGC 229 è una galassia lenticolare situata nella costellazione di Andromeda.

## Descrizione
La galassia presenta una larga riga a 21 cm dell'idrogeno neutro.

## Scoperta
NGC 229 è stata scoperta il 10 ottobre 1879 dall'astronomo francese Édouard Stephan.
Le galassie NGC 228 e NGC 229 sono state scoperte nel corso della stessa notte da parte di Édouard Stephan. Si trovano visualmente ravvicinate nella volta celeste e hanno distanze simili dalla nostra Via Lattea. Pertanto formano una coppia di galassie.